# 비생물 요소
비생물 요소 또는 비생물적 요소는 생물학 및 생태학에서 살아있는 생물과 생태계의 기능에 영향을 미치는 자연 환경의 비생물적 화학적 성질 및 물리적 성질 부분이다. 비생물적 요인과 그와 관련된 현상은 생물학 전체의 기반을 이룬다. 이들은 해양 생물 또는 육상 동물과 같은 모든 형태의 환경 조건에서 수많은 종에 영향을 미친다. 사람은 종의 환경에서 비생물적 요인을 만들거나 변경할 수 있다. 예를 들어, 비료는 달팽이의 서식지에 영향을 미치거나, 사람이 사용하는 온실 기체는 해양 수소 이온 농도 지수 수준을 변화시킬 수 있다.
비생물적 구성 요소에는 성장, 유지, 생식 측면에서 살아있는 생물에 영향을 미치는 물리적 조건과 비생물적 자원이 포함된다. 자원은 한 생물이 필요로 하고 다른 생물이 사용하지 못하게 소비되거나 달리 사용할 수 없게 되는 환경의 물질 또는 물건으로 구별된다. 물질의 구성 요소 분해는 화학적 과정 또는 물리적 과정, 예를 들어 가수분해에 의해 발생한다. 대기 조건 및 수자원과 같은 생태계의 모든 비생물적 구성 요소는 비생물적 구성 요소라고 불린다.

## 요인
생물학에서 비생물적 요인에는 물, 빛, 방사선, 온도, 습도, 대기, 산도, 염분, 강수, 고도, 광물, 조석, 비, 용존 산소 영양분, 흙 등이 포함될 수 있다. 거시 기후는 종종 위의 각 요인에 영향을 미친다. 압력과 음파는 해양 또는 지하 환경의 맥락에서 고려될 수도 있다. 해양 환경의 비생물적 요인에는 공기 노출, 기질, 수질 투명도, 태양 에너지 및 조석도 포함된다. C3 탄소고정, C4 탄소고정 및 CAM 식물이 비생물적 스트레스 요인과 관련하여 캘빈 회로로의 이산화 탄소 유입을 조절하는 메커니즘의 차이를 고려해보라. C3 식물은 광호흡을 관리하는 메커니즘이 없는 반면, C4 및 CAM 식물은 광호흡을 방지하기 위해 별도의 PEP 카르복실라제 효소를 사용하여 특정 고에너지 환경에서 광합성 과정의 수확량을 증가시킨다.

## 예시
많은 고세균은 매우 높은 온도, 압력 또는 황과 같은 비정상적인 농도의 화학 물질을 필요로 한다. 이는 극심한 조건에 특화되어 있기 때문이다. 또한, 균류도 환경의 온도, 습도 및 안정성에서 생존하도록 진화했다.
예를 들어, 온대 우림과 사막 사이에는 물과 습도에 대한 접근성에 상당한 차이가 있다. 이러한 물 가용성의 차이는 이 지역에 생존하는 생물의 다양성을 야기한다. 비생물적 구성 요소의 이러한 차이는 환경 내에서 어떤 종이 생존할 수 있는지에 대한 경계를 만들고 두 종 간의 경쟁에 영향을 미침으로써 현재 존재하는 종을 변화시킨다. 염분과 같은 비생물적 요인은 한 종에게 다른 종보다 경쟁 우위를 제공하여 종분화 및 보편적 및 특수적 경쟁자에 대한 종의 변화를 초래하는 압력을 생성할 수 있다.

## 같이 보기
- 생물 요소, 생태계에 영향을 미치고 형성하는 살아있는 부분.
- 아비오제네시스, 비생물적 물질이 살아있는 물질로 점진적으로 복잡성이 증가하는 과정.
- 질소의 순환
- 인의 순환